# Tutta d'un fiato
Tutta d'un fiato è un singolo del gruppo musicale italiano Benji & Fede, pubblicato il 22 giugno 2015 come primo estratto dal primo album in studio 20:05.

## Video musicale
Il videoclip del brano, con la regia di Michele Piazza, è stato pubblicato il 22 giugno 2015, tramite il canale ufficiale della Warner Music Italy.

## Tracce
Download digitale
1. Tutta d’un fiato – 3:07 (Giorgio Baldi, Simone Cremonini)

## Classifiche
| Classifica (2015) | Posizione massima |
| ----------------- | ----------------- |
| Italia            | 75                |